# Paint the Town Red (Lied)
Paint the Town Red ist ein Lied der US-amerikanischen Rapperin und Sängerin Doja Cat aus dem Jahr 2023.

## Veröffentlichung
Am 17. April 2023 veröffentlichte Doja Cat erstmals einen kurzen Teaser zu Paint the Town Red sowie zu weiteren Songs ihres kommenden Albums Scarlet. Am 18. Juli spielte sie während eines Livestreams das Lied in voller Länge ab, während sie eine weiße Leinwand mit roter Farbe bemalte. Das Lied erschien schließlich am 4. August 2023 als digitaler Einzeltrack zum Download und Streaming. Es war somit die zweite Singleauskopplung des am 22. September 2023 erschienenen Studioalbums Scarlet. Zudem erschien ein Musikvideo zum Lied auf YouTube, bei dem die Interpretin selbst gemeinsam mit Nina McNeely Regie führte.

## Musik und Inhalt
Paint the Town Red ist dem Genre des Pop-Rap zuzuordnen, das Tempo beträgt 100 Schläge pro Minute. Das Instrumental basiert auf einem Sample von Walk on By, einem Lied von Dionne Warwick aus dem Jahr 1964.
Der Text des Songs kann als Antwort auf Meinungsverschiedenheiten zwischen Doja Cat und Teilen ihrer Fangemeinde interpretiert werden. In den Monaten vor der Veröffentlichung des Songs griff Doja Cat in den sozialen Medien mehrfach Fans verbal an, wodurch sie in die Kritik geriet und Follower im sechsstelligen Bereich verlor. In Paint the Town Red bringt Doja Cat mit Zeilen wie „I said what I said“ (deutsch: „Ich sagte, was ich sagte“) ihre Gleichgültigkeit über diese negativen Reaktionen zum Ausdruck.

“Bitch, I said what I said

I’d rather be famous instead

I let all that get to my head

I don’t care, I paint the town red”

## Kommerzieller Erfolg

### Chartplatzierungen
Paint the Town Red war ein internationaler Charterfolg und konnte sich in über 20 Ländern in den Top 10 der Charts positionieren. Das Lied platzierte sich zudem 53 Wochen lang in den Billboard Global 200, welche die globalen Musikverkäufe widerspiegeln. Im September und Oktober 2023 hatte das Lied für insgesamt vier Wochen die Spitzenposition der Billboard Global 200 inne.
In den Vereinigten Staaten stieg Paint the Town Red in der Woche des 19. August 2023 auf Rang 15 in die Billboard Hot 100 ein und wurde somit zu Doja Cats drittem Lied, das sich in den US-Charts platzieren konnte. Zwei Wochen später kletterte das Lied auf den fünften Platz und wurde somit zu Doja Cats siebtem Top-10-Hit in den USA. In der Woche des 16. September 2023 kletterte der Song dann auf die Spitzenposition der Hot 100 und wurde damit zu Doja Cats zweitem Lied nach Say So, mit dem sie die Spitze der US-Charts erreichen konnte. Insgesamt hielt es sich 37 Wochen lang in den Billboard Hot 100. Zudem verbrachte es zehn Wochen an der Chartspitze der Hot R&B/Hip-Hop Songs und erreichte auch die Chartspitze der Pop-Airplay-Charts.
In Großbritannien stieg Paint the Town Red in der Woche des 17. August 2023 auf Platz 20 ein und kletterte in den folgenden Wochen, bis es im September 2023 die Chartspitze erreichte. Insgesamt war das Lied 29 Wochen in den britischen Singlecharts vertreten und belegte dabei fünf Wochen lang den ersten Platz. Es ist somit Doja Cats erster Nummer-eins-Erfolg in Großbritannien.
In Deutschland stieg das Lied am 11. August 2023 auf Platz 71 in die Singlecharts ein, erreichte seine beste Platzierung am 15. September 2023 mit Platz zwei und hielt sich insgesamt 31 Wochen in den Charts. In Österreich stieg das Lied am 15. August 2023 auf Rang 69 ein und erreichte am 12. September die höchste Platzierung, ebenfalls mit Platz zwei. Auch in der Schweiz erreichte Paint the Town Red die Charts, es stieg am 13. August 2023 auf Platz 66 ein und erreichte drei Wochen später die Spitzenposition. Insgesamt hielt sich das Lied fünf Wochen lang auf dem ersten Platz der Hitparade.
| ChartsChartplatzierungen       | Höchstplatzierung | Wochen |
| ------------------------------ | ----------------- | ------ |
| Deutschland (GfK)              | 2 (31 Wo.)        | 31     |
| Österreich (Ö3)                | 2 (26 Wo.)        | 26     |
| Schweiz (IFPI)                 | 1 (34 Wo.)        | 34     |
| Vereinigte Staaten (Billboard) | 1 (37 Wo.)        | 37     |
| Vereinigtes Königreich (OCC)   | 1 (29 Wo.)        | 29     |

| ChartsJahrescharts (2023)      | Platzierung |
| ------------------------------ | ----------- |
| Deutschland (GfK)              | 37          |
| Österreich (Ö3)                | 33          |
| Schweiz (IFPI)                 | 23          |
| Vereinigte Staaten (Billboard) | 52          |
| Vereinigtes Königreich (OCC)   | 26          |

| ChartsJahrescharts (2024)      | Platzierung |
| ------------------------------ | ----------- |
| Vereinigte Staaten (Billboard) | 21          |

### Auszeichnungen für Musikverkäufe
| Land/Region                  | Auszeichnungen für Musikverkäufe (Land/Region, Auszeichnung, Verkäufe) | Verkäufe  |
| ---------------------------- | ---------------------------------------------------------------------- | --------- |
| Australien (ARIA)            | 5× Platin                                                              | 350.000   |
| Belgien (BRMA)               | Platin                                                                 | 40.000    |
| Brasilien (PMB)              | Diamant                                                                | 160.000   |
| Dänemark (IFPI)              | Platin                                                                 | 90.000    |
| Deutschland (BVMI)           | Gold                                                                   | 300.000   |
| Frankreich (SNEP)            | Diamant                                                                | 333.333   |
| Griechenland (IFPI)          | Platin                                                                 | 20.000    |
| Italien (FIMI)               | Platin                                                                 | 100.000   |
| Kanada (MC)                  | 5× Platin                                                              | 400.000   |
| Mexiko (AMPROFON)            | 3× Gold                                                                | 210.000   |
| Neuseeland (RMNZ)            | 4× Platin                                                              | 120.000   |
| Österreich (IFPI)            | Platin                                                                 | 30.000    |
| Polen (ZPAV)                 | 2× Platin                                                              | 100.000   |
| Portugal (AFP)               | Platin                                                                 | 10.000    |
| Schweden (IFPI)              | Gold                                                                   | 40.000    |
| Schweiz (IFPI)               | 2× Platin                                                              | 60.000    |
| Spanien (Promusicae)         | Platin                                                                 | 60.000    |
| Südafrika (RISA)             | Gold                                                                   | 10.000    |
| Ungarn (MAHASZ)              | 3× Platin                                                              | 12.000    |
| Vereinigte Staaten (RIAA)    | 4× Platin                                                              | 4.000.000 |
| Vereinigtes Königreich (BPI) | Platin                                                                 | 600.000   |
| Insgesamt                    | 4× Gold · 37× Platin · 2× Diamant ·                                    | 7.045.333 |

Hauptartikel: Doja Cat/Auszeichnungen für Musikverkäufe